# San Miguel Taimeo
San Miguel Taimeo es una localidad del estado mexicano de Michoacán. Es parte del municipio de Zinapécuaro.

## Toponimia
El nombre «San Miguel» hace referencia al santo patrono de la localidad: Miguel Arcángel. El nombre «Taimeo» proviene del otomí, su significado es «Plaza».

## Demografía
| Gráfica de evolución demográfica |
|                                  |

| Censo | Población |
| ----- | --------- |
| 1900  | 560       |
| 1910  | 544       |
| 1921  | 379       |
| 1930  | 428       |
| 1940  | 155       |
| 1950  | 377       |
| 1960  | 489       |
| 1970  | 644       |
| 1980  | 487       |
| 1990  | 1466      |
| 2000  | 1039      |
| 2010  | 936       |
| 2020  | 1047      |